# 나눗셈환
환론에서 나눗셈환(-環, 영어: division ring) 또는 비가환체(非可換體, 영어: skew field)는 모든 0이 아닌 원소가 가역원인 비자명환이다. 나눗셈환 위에는 오른쪽 나눗셈 {\displaystyle a/b=ab^{-1}}과 왼쪽 나눗셈 {\displaystyle b\backslash a=b^{-1}a}를 정의할 수 있다 ({\displaystyle b\neq 0}).

## 정의
환 {\displaystyle R}에 대하여, 다음 조건들이 서로 동치이며, 이를 만족시키는 환을  나눗셈환이라고 한다.
- {\displaystyle R}의 모든 0이 아닌 원소는 가역원이며, {\displaystyle R}는 자명환이 아니다.
- {\displaystyle R}는 정확히 두 개의 왼쪽 아이디얼을 갖는다.
- {\displaystyle R}는 정확히 두 개의 오른쪽 아이디얼을 갖는다.
- {\displaystyle R}는 정확히 두 개의 양쪽 아이디얼을 갖는다.
- {\displaystyle R} 위의 모든 왼쪽 가군이 자유 가군이며, {\displaystyle R}는 자명환이 아니다.
- {\displaystyle R} 위의 모든 오른쪽 가군이 자유 가군이며, {\displaystyle R}는 자명환이 아니다.

## 성질
모든 가환 나눗셈환은 체이다. 웨더번 소정리에 따라, 모든 유한 나눗셈환은 유한체이다. 나눗셈환의 모든 유한 부분환은 (나눗셈환이므로) 유한체이다.
나눗셈환의 중심은 체를 이룬다. 즉, 나눗셈환은 스스로의 중심 위의 단위 결합 대수를 이룬다.
따라서, 다음과 같은 포함 관계가 존재한다.
체 = 가환환 ∩ 나눗셈환 ⊊ 나눗셈환 ⊊ 단순환 ∩ 국소환 ⊊ 환

### 가군과 아이디얼
나눗셈환에 대한 가군은 모두 자유 가군이며, 사실상 선형대수학으로 완전히 다룰 수 있다.
나눗셈환에서는 왼쪽 아이디얼 · 오른쪽 아이디얼 · 양쪽 아이디얼의 개념이 일치하며, 영 아이디얼 {\displaystyle (0)}과 전체 아이디얼 {\displaystyle R}밖에 없다. 따라서, 나눗셈환은 자명하게 아르틴 환이자 뇌터 환이다.

### 화뤄겅 정리
나눗셈환 {\displaystyle D} 속의 두 가역원 {\displaystyle a,b\in D\setminus \{0,1\}}에 대하여, 화뤄겅 항등식(영어: Hua’s identity)은 다음과 같다.
{\displaystyle a-{\frac {1}{1/a+(1/b-a)^{-1}}}=aba}
이 항등식은 다음과 같이 간단하게 증명할 수 있다.
{\displaystyle (a-aba)\left({\frac {1}{a}}+{\frac {1}{b^{-1}-a}}\right)=ab\left({\frac {1}{b}}-a\right)\left({\frac {1}{a}}+{\frac {1}{b^{-1}-a}}\right)=1}
이를 사용하여, 다음과 같은 화뤄겅 정리(영어: Hua’s theorem)를 증명할 수 있다. 두 나눗셈환 사이의 함수 {\displaystyle f\colon D\to D'}에 대하여, 다음 두 조건이 서로 동치이다.
- {\displaystyle f}는 환 준동형 {\displaystyle D\to D'} 또는 환 준동형 {\displaystyle D\to D'^{\operatorname {op} }}을 정의한다. (여기서 {\displaystyle (-)^{\operatorname {op} }}는 반대환을 뜻한다.)
- {\displaystyle f}는 다음 세 조건들을 만족시킨다.
  - {\displaystyle f(a+b)=f(a)+f(b)}
  - {\displaystyle f(1)=1}
  - {\displaystyle f(a^{-1})=f(a)^{-1}\qquad \forall a\neq 0}

화뤄겅 항등식과 화뤄겅 정리는 화뤄겅이 증명하였다.

## 분류
아르틴 나눗셈환 (즉, 중심 위의 유한 차원 단위 결합 대수를 이루는 나눗셈환)에 대해서는 아르틴-웨더번 정리와 브라우어 군을 통한 분류가 존재한다.
{\displaystyle A}는 양쪽 아르틴 단순환이므로, 아르틴-웨더번 정리에 의하여, {\displaystyle K} 위의 단위 결합 대수 {\displaystyle A}는 표준적으로 다음과 같은 꼴로 나타낼 수 있다.
{\displaystyle A\cong \operatorname {Mat} (n;D)}
여기서 {\displaystyle n\in \mathbb {N} }은 자연수이며, {\displaystyle D}는 {\displaystyle K} 위의 유한 차원 단위 결합 대수인 나눗셈환이다. {\displaystyle K} 위의 중심 단순 대수들은 {\displaystyle K}-텐서곱에 의하여 모노이드를 이룬다.
만약 {\displaystyle K} 위의 단위 결합 대수 {\displaystyle A\cong \operatorname {Mat} (m;D)}, {\displaystyle B\cong \operatorname {Mat} (n;D)}가 같은 나눗셈환 위의 행렬환이라면 서로 브라우어 동치(영어: Brauer-equivalent)라고 한다. 모든 브라우어 동치류는 정확히 하나의 나눗셈환을 포함하며, 따라서 브라우어 동치류는 {\displaystyle K}-중심 단순 대수인 나눗셈환과 일대일 대응한다.
브라우어 동치 관계는 {\displaystyle K}-텐서곱 구조를 보존하며, 따라서 브라우어 동치류들은 모노이드를 이룬다. 또한, 이 모노이드는 항상 군을 이룬다. 이 군을 브라우어 군(Brauer群, 영어: Brauer group) {\displaystyle \operatorname {Br} (K)}이라고 한다. 브라우어 군에서의 역원은 반대환 {\displaystyle D^{-1}=D^{\operatorname {op} }}이며, 항등원은 {\displaystyle K} 자체이다.

## 예
모든 체(실수체, 복소수체, p진수체, 유한체 등)는 나눗셈환이다.
대표적인 체 위의 브라우어 군은 다음과 같다.
| 체 {\displaystyle K}                        | 브라우어 군 {\displaystyle \operatorname {Br} K}                                                                                |
| ------------------------------------------- | --- |
| 대수적으로 닫힌 체                          | 자명군 |
| 유한체 {\displaystyle \mathbb {F} _{p^{n}}} | 자명군 |
| 실수체 {\displaystyle \mathbb {R} }         | 2차 순환군 {\displaystyle \operatorname {Cyc} (2)}                                                                              |
| p진수체 {\displaystyle \mathbb {Q} _{p}}    | 덧셈군 {\displaystyle \mathbb {Q} /\mathbb {Z} }                                                                                |
| 유리수체 {\displaystyle \mathbb {Q} }       | {\displaystyle \operatorname {Br} (\mathbb {R} )\oplus \bigoplus _{p=2,3,5,\dots }\operatorname {Br} (\mathbb {Q} _{p})}의 몫군 |

### 실수체 위의 나눗셈환
실수체 {\displaystyle \mathbb {R} }의 브라우어 군은 크기가 2인 군이다. 즉, 실수체를 중심으로 하는 유한 차원 나눗셈 대수는 정확히 두 개가 있으며, 이는 실수체 자체 {\displaystyle \mathbb {R} }와 사원수환 {\displaystyle \mathbb {H} }이다. 실수체의 유한 확대는 복소수체 {\displaystyle \mathbb {C} } 밖에 없고, 이는 대수적으로 닫힌 체이므로 {\displaystyle \mathbb {C} }를 중심으로 하는 아르틴 나눗셈 대수는 {\displaystyle \mathbb {C} } 자체 밖에 없다. 즉, {\displaystyle \mathbb {R} } 위의 아르틴 나눗셈 대수는 {\displaystyle \mathbb {R} }, {\displaystyle \mathbb {C} }, {\displaystyle \mathbb {H} } 세 개 밖에 없다. 이를 프로베니우스 정리(영어: Frobenius’ theorem)라고 한다.:461
실수체의 유한 차수 확대는 복소수체 {\displaystyle \mathbb {C} }밖에 없으며, 이는 대수적으로 닫힌 체이므로 브라우어 군이 자명하다. 즉, 중심이 실수체를 포함하는, 유한 실수 차원의 나눗셈환은 {\displaystyle \mathbb {R} }, {\displaystyle \mathbb {C} }, {\displaystyle \mathbb {H} } 세 개밖에 없다.

### p진수체 위의 나눗셈환
소수 {\displaystyle p}에 대하여, p진수체 {\displaystyle \mathbb {Q} _{p}}의 브라우어 군은 {\displaystyle \mathbb {Q} /\mathbb {Z} }와 동형이다. (이는 유체론을 사용하여 계산할 수 있다.) 즉, {\displaystyle \mathbb {Q} _{p}}를 중심으로 하는 유한 차원 나눗셈환들은 가산 무한 개이다. {\displaystyle [1/n]\in \mathbb {Q} /\mathbb {Z} }에 대응하는 나눗셈환의 차원은 {\displaystyle n^{2}}이다.

### 수체 위의 나눗셈환
유체론에 따르면, 일반적인 대수적 수체 {\displaystyle K}에 대하여, 다음과 같은 군의 짧은 완전열이 존재한다.
{\displaystyle 0\to \operatorname {Br} K\to \bigoplus _{\nu }\operatorname {Br} K_{\nu }\to \mathbb {Q} /\mathbb {Z} \to 0}
여기서 {\displaystyle \textstyle \bigoplus _{\nu }}는 {\displaystyle K}의 모든 위치들에 대한 직합이며, 군 준동형
{\displaystyle \operatorname {Br} K\to \bigoplus _{\nu }\operatorname {Br} K_{\nu }}
는
{\displaystyle \otimes KK_{\nu }\colon \operatorname {Br} K\to \operatorname {Br} K_{\nu }}
들의 직합이다.
예를 들어, 유리수체의 경우 위치는 0 또는 소수 {\displaystyle p}에 대응하며, 이 경우
{\displaystyle \operatorname {Br} \mathbb {Q} _{0}=\operatorname {Br} \mathbb {R} \cong {\frac {1}{2}}\mathbb {Z} /\mathbb {Z} }
{\displaystyle \operatorname {Br} \mathbb {Q} _{p}\cong \mathbb {Q} /\mathbb {Z} }
이므로,
{\displaystyle \operatorname {Br} \mathbb {Q} \cong \left({\frac {1}{2}}\mathbb {Z} /\mathbb {Z} \oplus \bigoplus _{p}\mathbb {Q} /\mathbb {Z} \right)/(\mathbb {Q} /\mathbb {Z} )}
이다. 여기서 몫군의 분모인 부분군 {\displaystyle \mathbb {Q} /\mathbb {Z} }는
{\displaystyle {\vec {a}}=(a_{0},a_{2},a_{3},a_{5},\dots )\in {\frac {1}{2}}\mathbb {Z} /\mathbb {Z} \oplus \bigoplus _{p}\mathbb {Q} /\mathbb {Z} }
{\displaystyle a_{0}\in \{0,1/2\}}
{\displaystyle a_{p}\in \mathbb {Q} /\mathbb {Z} }
가운데,
{\displaystyle |\{p\colon a_{p}\not \equiv 0{\pmod {1}}\}|<\aleph _{0}}
{\displaystyle \sum _{\nu =0,2,3,5,\dots }a_{\nu }\equiv 0{\pmod {1}}}
인 것들로 구성된 부분군이다.

### 유한체 위의 나눗셈환
웨더번 소정리(Wedderburn小定理, 영어: Wedderburn’s little theorem)에 따르면, 유한환인 나눗셈환은 모두 유한체이다.:462 사실, 유한환인 영역은 모두 유한체이다. (이는 영역 {\displaystyle R}에서, 임의의 0이 아닌 원소 {\displaystyle r\in D\setminus \{0\}}는 단사 함수 {\displaystyle r\cdot \colon D\setminus \{0\}\to D\setminus \{0\}}를 정의하며, {\displaystyle D}가 유한 집합일 경우 이는 전단사 함수가 되기 때문에 {\displaystyle D}가 항상 나눗셈환이 되기 때문이다.)
증명:
{\displaystyle D}가 유한 나눗셈환이라고 하자. 그 중심 {\displaystyle \operatorname {Z} (D)}는 유한체이다. 그 크기를 {\displaystyle q\geq 2}라고 하자. {\displaystyle D}는 유한 차원 {\displaystyle \operatorname {Z} (D)}-단위 결합 대수이다. 그 차원을 {\displaystyle n}이라고 하자. 만약 {\displaystyle n=1}임을 보이면, {\displaystyle \operatorname {Z} (D)=D}가 되어 {\displaystyle D}는 가환환이 되므로, 웨더번 소정리에 이른다.
임의의 {\displaystyle a\in D}에 대하여,
{\displaystyle \operatorname {C} _{D}(a)=\{b\in D\colon ab=ba\}}
가 {\displaystyle a}의, {\displaystyle D}의 곱셈 모노이드에서의 중심화 부분 모노이드라고 하자. 이는 나눗셈환이며, {\displaystyle \operatorname {Z} (D)}를 포함하며, 유한 차원 {\displaystyle \operatorname {Z} (D)}-단위 결합 대수이다. 그 차원을 {\displaystyle n(a)}라고 하자. {\displaystyle D}는 나눗셈환 {\displaystyle \operatorname {C} _{D}(a)} 위의 왼쪽 자유 가군이며, 그 차원은 {\displaystyle n/n(a)}이므로, {\displaystyle n(a)}는 {\displaystyle n}을 나눈다.
이제, {\displaystyle D}의 가역원군 {\displaystyle D^{\times }}의, 스스로 위의 작용
{\displaystyle b\cdot a=b^{-1}ab}
를 생각하자. {\displaystyle D^{\times }}의 원소의 궤도의 크기가 1일 필요충분조건은 이 원소가 {\displaystyle \operatorname {Z} (D)^{\times }}에 속하는 것이다. 임의의 {\displaystyle a\in D^{\times }}의 안정자군은 {\displaystyle \operatorname {C} _{D}(a)^{\times }}이다. 따라서, 다음과 같은 켤레류 방정식이 성립한다.
{\displaystyle {\begin{aligned}q^{n}-1&=|D^{\times }|\\&=|\operatorname {Z} (D)^{\times }|+\sum _{\operatorname {Cl} _{D^{\times }}(a)\colon a\in D^{\times }\setminus \operatorname {Z} (D)^{\times }}{\frac {|D^{\times }|}{|\operatorname {C} _{D}(a)^{\times }|}}\\&=q-1+\sum _{\operatorname {Cl} _{D^{\times }}(a)\colon a\in D^{\times }\setminus \operatorname {Z} (D)^{\times }}{\frac {q^{n}-1}{q^{n(a)}-1}}\end{aligned}}}
임의의 원분 다항식 {\displaystyle \Phi _{d}(x)}는 정수 계수 다항식이며, 항등식
{\displaystyle x^{n}-1=\prod _{d\mid n}\Phi _{d}(x)}
{\displaystyle x^{n(a)}-1=\prod _{d\mid n(a)}\Phi _{d}(x)}
이 성립한다. 또한, 임의의 {\displaystyle a\in D^{\times }\setminus \operatorname {C} _{D}(a)^{\times }}에 대하여, {\displaystyle n(a)<n}이므로 {\displaystyle n\nmid n(a)}이다. 따라서, {\displaystyle \mathbb {Z} [x]}에서
{\displaystyle \Phi _{n}(x)\mid x^{n}-1}
{\displaystyle \Phi _{n}(x)\mid \prod _{d\mid n\colon d\nmid n(a)}\Phi _{d}(x)={\frac {x^{n}-1}{x^{n(a)}-1}}}
이며, 특히 {\displaystyle \mathbb {Z} }에서
{\displaystyle \Phi _{n}(q)\mid q^{n}-1}
{\displaystyle \Phi _{n}(q)\mid {\frac {q^{n}-1}{q^{n(a)}-1}}}
이다. 위 켤레류 방정식에 따라 {\displaystyle \Phi _{n}(q)\mid q-1}이며, 특히 {\displaystyle |\Phi _{n}(q)|\leq q-1}이다.
{\displaystyle \Phi _{n}(x)}의 근들은 정확히 1의 원시 {\displaystyle n}제곱근들이며, 겹치지 않으며, 모두 단위원 위에 있다. 그런데 {\displaystyle q}는 1보다 큰 정수이므로, 단위원 위에서 {\displaystyle q}와 가장 가까운 점은 1이며, 다른 점들은 {\displaystyle q}와 더 멀리 떨어져 있다. 만약 {\displaystyle n>1}이라면, 1은 {\displaystyle \Phi _{n}(x)}의 근이 아니므로,
{\displaystyle |\Phi _{n}(q)|=\prod _{\zeta \colon \Phi _{n}(\zeta )=0}|q-\zeta |>q-1}
이다. 이는 모순이므로, 사실 {\displaystyle n=1}이다.
특히, 유한체의 브라우어 군은 자명군이다.
아르틴 환 조건을 생략하면 비가환 나눗셈환들이 존재한다. 예를 들어, 형식적 로랑 급수들의 집합 {\displaystyle \mathbb {F} _{p^{2}}((t))}에, 표준적인 환 구조와 다른 환 구조를 다음과 같이 부여하자.
{\displaystyle ta=a^{p}t\qquad \forall a\in \mathbb {F} _{p^{2}}}
즉, 로랑 급수환을 프로베니우스 자기 동형 {\displaystyle a\mapsto a^{p}}에 대하여 뒤틀은 것이다. 이는 {\displaystyle \mathbb {F} _{p^{2}}}를 중심으로 하는 가산 무한 차원 비가환 나눗셈환이다.

## 역사
1878년에 독일의 수학자 페르디난트 게오르크 프로베니우스는 프로베니우스 정리를 증명하였다.
스코틀랜드의 수학자 조지프 웨더번은 1905년에 웨더번 소정리의 증명을 발표하였지만, 이 증명은 결함이 있었다. 미국의 수학자 레너드 유진 딕슨이 최초로 올바른 증명을 발표하였다.
브라우어 군은 리하르트 브라우어가 1920~1930년대에 정의하였다.

## 참고 문헌
1. ↑  Hua, Loo-Keng (1949년 7월). “On the Automorphisms of a sfield”. 《Proceedings of the National Academy of Sciences of the United States of America》 (영어) 35 (7): 386-389. doi:10.1073/pnas.35.7.386. PMC 1063044. PMID 16588911.
2. 1 2  Hungerford, Thomas W. (1989). 《Algebra》 (영어) 5판. Springer. ISBN 978-0-387-90518-1.
3. ↑  Frobenius, Georg (1878). “Ueber lineare Substitutionen und bilineare Formen”. 《Journal für die reine und angewandte Mathematik》 (독일어) 84: 1–63.
4. ↑  MacLagan-Wedderburn, J. H. (1905년 7월 1일). “A theorem on finite algebras”. 《Transactions of the American Mathematical Society》 (영어). doi:10.1090/S0002-9947-1905-1500717-7. MR 1500717.
5. ↑  Parshall, Karen V. H. (1983). “In pursuit of the finite division algebra theorem and beyond: Joseph H. M. Wedderburn, Leonard E. Dickson, and Oswald Veblen”. 《Archives of International History of Science》 (영어) 33: 274–299.